# 玉米卷管螺
玉米捲管螺（学名：Inquisitor flavidula）是新腹足類支序之下的一個物種。舊屬捲管螺科玉米捲管螺属。

## 分佈
主要分布于韩国、中国大陆、台湾，常栖息在泥沙质海底、潮下带。